# Statligt vatten

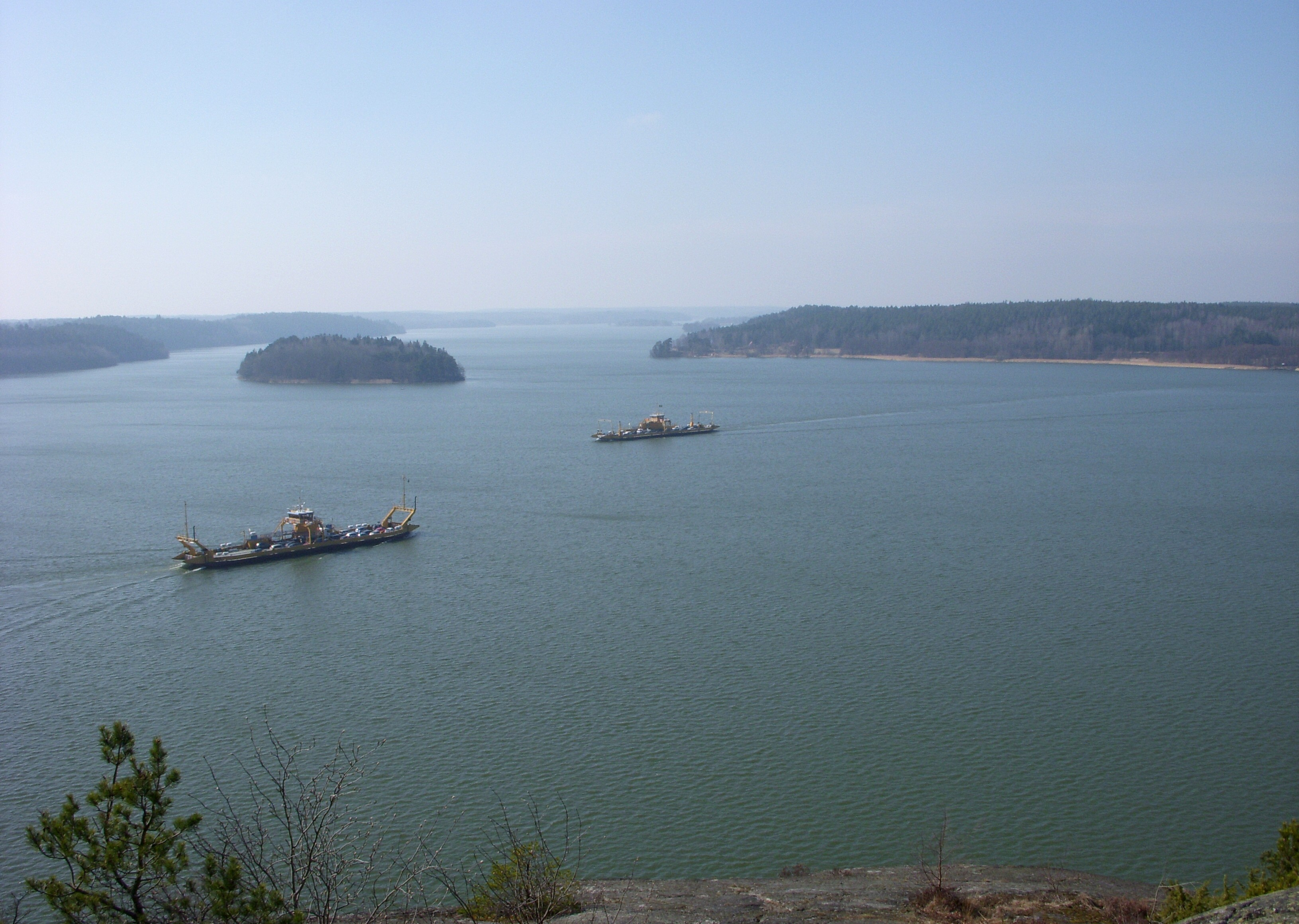
Mälaren (vid Slagsta med vägfärjor på Ekeröleden) är en sjö som är statligt vatten.

Statligt vatten är i Sverige ett begrepp som omfattar havet, Vänern, Vättern och Mälaren, där det enligt Lag (2003:778) om skydd mot olyckor stiftad av riksdagen och tillhörande Förordning (2003:789) om skydd mot olyckor utfärdad av regeringen, är Sjöfartsverket som ansvarar för livräddande insatserna, till skillnad mot Hjälmaren, övriga insjöar, kanaler samt hamnar där ansvaret vilar på kommunal räddningstjänst.
Enligt samma lagrum ansvarar även Kustbevakningen för miljöräddningstjänst i statligt vatten.